# Dun (toponyme)
Pour les articles homonymes, voir Dun.

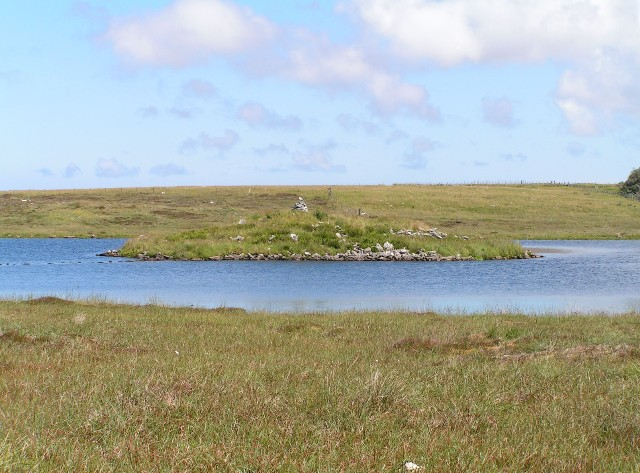
Dun sur le Loch Steinacleit, Ile de Lewis (Ecosse)

Dun (Dun- / -dun) est un toponyme ou un élément de toponyme courant principalement dans les régions de peuplement ou d'ancien peuplement celtique. 

## Signification et étymologie
Il signifie à l'origine « citadelle, forteresse, enceinte fortifiée », puis secondairement « colline, mont ». On le trouve en gaulois (vieux celtique continental) sous la forme dunon ou plutôt dūnon (avec un ū long) au nominatif, le radical étant dūno-, ou latinisé en dunum, dùn ou dún en gaélique et din en gallois et en breton (dans Dinan). On le rencontre également dans les textes relatifs à la mythologie celtique, notamment pour désigner la résidence de dieux ou de héros.

## Toponymie
Il s'agit d'un des termes de la toponymie européenne les plus fréquents.
On le trouve par exemple en Irlande (Dun Aengus), à Belgrade (Singidunum), à Legnica (Lugidunum) mais aussi dans l'ancienne Gaule, dans le nom de nombreuses villes : Autun, Audun-le-Roman, Châteaudun, Don (Nord), Dun-les-Places, Dun-le-Palestel, Issoudun, Liverdun, Loudun, Verdun, Meudon, etc. Dans l'ancienne Gaule, il est le plus souvent réduit à un simple suffixe par évolution phonétique -on, -un, -in ou -an : Lyon < Lugdunum) ; Nevers < Noviodunum) ; Nyon < Noviodunum), Nouan-le-Fuzelier < Noviodunum ; Champéon, Chambezon, Kempten (Allemagne) < Cambodunum ; Suin < Sedunum ; Rodez < Segodunum, etc. et dans les mots dialectaux de certaines régions : dun, dunet.
Il appartient maintenant au vocabulaire archéologique comme terme général pour désigner de petits bastions, enclaves ou rotondes de pierre en Écosse, comme sous-groupe des oppidums. À certains endroits, ils semblent avoir été bâtis sur des crags ou des buttes propices, en particulier au sud du Firth of Clyde et du Firth of Forth. Dans la toponymie écossaise: Dùn Èideann (Édimbourg), Dumbarton, Dunkeld, Dundee, Dunblane, Dunbar, Dunoon, Dunfermline, Duns.